# Black City (musikgrupp)
För andra betydelser, se Black City.
Black City är ett danskt rockband bildat 2009.

## Biografi
Bandet bildades i Aarhus, Danmark 2009 under namnet Raised By Pirates. 
Black City släppte sin första album 2010.
Bandets senaste album Fire släpptes 2013.

## Medlemmar
- Bjørn Poulsen (sång, gitarr)
- Kristian Klærke (gitarr)
- Jakob Bjørn Hansen (trummor)
- Anders Borre Mathiesen (elbas)

### Tidigare medlemmar
- Torleik Mortensen (elbas)
- Mixen Lindberg (elbas)

## Diskografi
- 2010 – Black City
- 2013 – Fire